# Лей, Феликс
Феликс Лей (Felix Ley; 5 марта 1909 года, Гюйт (Hewitt), Висконсин, США — 24 января 1972 года, Наха, Япония) — католический прелат, епископ, второй апостольский администратор Окинавы и Южных островов Рюкю с 21 января 1949 года по 24 января 1972 года. Член монашеского ордена капуцинов.

## Биография
Родился в 1909 году в городе Гюйт, штат Висконсин, США. 14 июня 1936 года рукоположён в священники в монашеском ордене капуцинов. С 1941 года служил на Гуаме, где с декабря этого же года находился в японском плену. С начала 1949 года по направлению епископа Аполлинариса Уильяма Баумгартнера вместе с другими двумя капуцинами служил на Окинаве.
21 января 1949 года римский папа Пий XII назначил его апостольским администратором Окинавы и Южных островов Рюкю. 9 июня 1968 года римский папа Павел VI возвёл его в епископы титулярной епархии Капут-Цилы. 9 июня 1968 года на Окинаве состоялось его рукоположение в епископы, которое совершил апостольский про-нунций в Японии, титулярный архиепископ Тира Бруно Вюстенберг в сослужении с архиепископом Нагасаки Павлом Айдзиро Ямагути и епископом Кагосимы Иосифом Асадзиро Сатоваки.
Скончался в январе 1972 года в Нахе, Япония.